# Lễ khai mạc World Cup Cricket 2011
Lễ khai mạc World Cup Cricket 2011 được tổ chức tại sân vận động Quốc gia Bangabandhu ở thủ đô Dhaka, Bangladesh vào lúc 5:30 PM ngày 17 tháng 2 năm 2011, 2 ngày trước khi trận đấu đầu tiên diễn ra. Chi phí của lễ khai mạc ước tính 30 triệu USD (18.6 triệu bảng Anh).

## Trình diễn
Đây là danh sách các tiết mục trình diễn:
- Ibrar Tipu, Ornob, Mila and Balam
- Shankar-Ehsaan-Loy - "De Ghuma Ke"
- Runa Laila
- Sabina Yasmin
- Momtaz Begum[2]
- Sonu Nigam- "Let's Go For Glory"
- Bathiya and Santhush[3] with Iraj Weeraratne[4] - "Lion Nation".
- Bryan Adams[5][6] - "Summer of 69", 18 til I Die

## Truyền thông
ESPN-đối tác chính của ICC-là đơn vị sản xuất truyền hình của lễ khai mạc. Các đài truyền hình khác tiếp sóng chương trình từ ESPN để cung cấp cho khán giả.

## Liên kết khác
- Live coverage of the World Cup opening ceremony

Bản mẫu:2011 Cricket World Cup